# Tabaquera anatòmica
La tabaquera anatòmica (llatí: foveola radialis) és una depressió triangular, un petit buit, situada en la regió radial dorsal de la mà, a nivell dels ossos del carp; més concretament, de l'escafoides i el trapezi. El nom prové de l'ús de la seva superfície per posar rapè o cocaïna. Està limitada lateralment pels tendons tensos dels extensors llarg i curt del polze.

## Límits anatòmics
En la vora posterior es troba el múscul extensor radial curt del carp. En la vora anterior (més propera a la vora de la mà) hi ha un parell de tendons paral·lels que pertanyen al radial posterior i l'abductor llarg del polze; per aquest motiu la tabaquera és més visible, i té una forma còncava més pronunciada, durant l'extensió. En la vora proximal hi ha l'apòfisi estiloide del radi.
La base de la tabaquera varia en funció de la posició del canell, però en ella poden ser palpats l'os trapezi i, principalment, l'escafoide.
Quan s'estén el polze, sorgeix una cavitat triangular entre el tendó de l'extensor llarg del polze, medialment, i els tendons de l'extensor curt del polze i abductor llarg del polze, lateralment. El sòl el conformen el primer radial i segon radial extern.

## Imatges

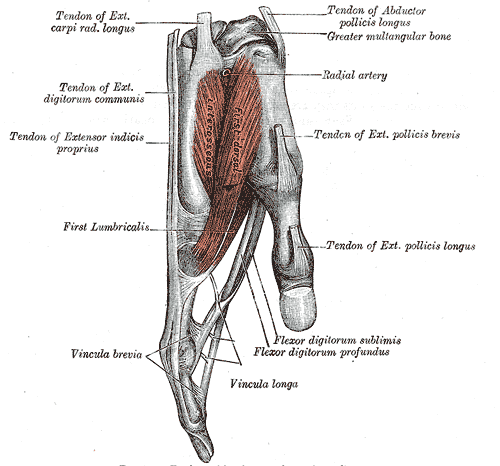
Tendons dels dits.
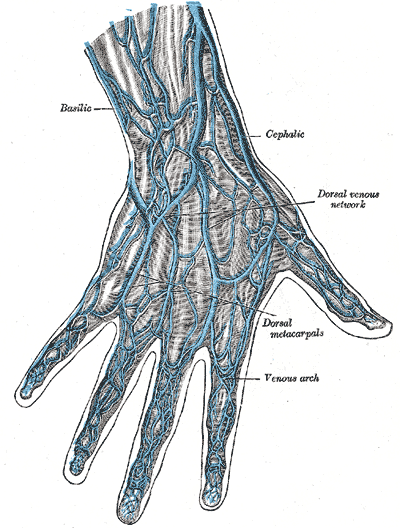
Venes al dors de la mà.
Palmell de la mà esquerra. Les marques de la superfície indiquen els arcs palmars.